# スティーヴン・ウルマン
スティーヴン・ウルマン（ハンガリー語: Ullmann István,英語: Stephen Ullmann, 1914年7月13日 - 1976年1月10日）は、ブダペスト出身でイギリスで活躍したロマンス語学者および一般言語学者（意味論・文体論を中心とする）。

## 経歴
1914年、ブダペスト生まれ。エトヴェシュ・ロラーンド大学、グラスゴー大学で学位を取得し、グラスゴー大学、リーズ大学、オックスフォード大学で教えた。

## 研究内容・業績
- ウルマンの意味論は、ヨーロッパ東西に跨る豊富な読書経験によって支えられているといわれる。

## 著作
ウルマンの著した原書およびその日本語訳書は、日本の英語研究者に刺激と影響を与え、英語関係者の間ではかなりお馴染みである。
- (英語) The Principles of Semantics [意味論の諸原理]. Jackson Son & Co.. (1951)
  - ウルマン 著、山口秀夫 訳『意味論』紀伊国屋書店、1964年4月25日。 第2版第3刷（1963年）の翻訳。
- (英語) Words and Their Use [語とその用法]. Philosophical Library. (1951) - 「意味論の普及書」とも言うべきもの
- (フランス語) Précis de Sémantique Française [フランス語意味論提要]. Presses universitaires de France. (1952)
- (英語) Semantics: An Introduction to the Science of Meaning [意味論：意味の科学への招待]. Barnes & Noble. (1962) - 「意味論分野のまとめ」とも言われる
  - S.ウルマン 著、池上嘉彦 訳『言語と意味』大修館書店、1969年6月1日。
- (英語) Language and Style [言語と文体]. Barnes & Noble. (1964)
- (英語) Meaning and Style [意味と文体]. Barnes & Noble. (1973). ISBN 006-497075-2